# Renée Gosset
Renée Gosset, née Renée Francine Marie Leduc le 30 aout 1918 à Rotterdam aux Pays Bas et morte le 2 mai 1998 à Saint-Germain-en-Laye (Yvelines), est une journaliste et écrivain française. Elle écrit une quarantaine d'ouvrages, la plupart avec son mari Pierre Gosset sous leurs deux noms et une douzaine sous le pseudonyme de « Renée Pierre-Gosset ».

## Biographie
Renée Leduc naît à Rotterdam le 30 aout 1918. Elle grandit à Bruxelles où elle obtient une licence de lettres et suit des cours de journalisme à la « Maison de la Presse ». Le 15 octobre 1936, elle rencontre son futur mari Pierre Gosset. Les dix huit ans de Renée et les vingt cinq de Pierre qui, de plus, est en cours de divorce, font que sa famille s'oppose au mariage et cloitre Renée au domicile familial. Elle s'en échappe cependant et part avec Pierre. Ils font partie de la caravane du Tour de France 1937. Après quelque temps à Paris, Pierre démissionne de son journal pour un différend éditorial et ils s'installent dans un mas près de Toulon. Leur impécuniosité les force bientôt à regagner Paris pour Pierre (qui y trouve une place au Petit Parisien) et la maison familiale de Bruxelles pour Renée. Sitôt la situation pécuniaire de Pierre rétablie, Renée fugue de nouveau avec Pierre. Ils attendent les vingt et un ans de Renée et se marient en aout 1939 à Paris.

### Toulouse
En juin 1940, Pierre suit son journal qui se replie à Lyon tandis que Renée, enceinte de sept mois, rejoint par le train ses parents près de Toulouse où ils se sont réfugiés lors de l'Exode de 1940. Fin juillet naît Pierre-Paul, son premier fils. Trois jours après cette naissance, ses parents profitent de la possibilité de franchir la ligne de démarcation et retournent en Belgique. Rejointe par Yvonne, une amie, elle patiente trois semaines puis prend le train pour Lyon où l'attend Pierre qui refuse de rentrer à Paris travailler avec les occupants.

### Lyon
Après un hiver glacial dans un logement inconfortable, Pierre qui veut rejoindre Londres trouve une solution pour rejoindre seul l'Afrique en intégrant la « mission Chomel » censée aller chercher des plantes médicinales au Niger. Après une journée de démarches administratives à l’Hôtel du Parc à Vichy, Renée décroche l'autorisation pour Yvonne et elle « d'émigrer en Algérie ». Elles quittent Marseille sur le bateau Commandant Laferrière.

### Alger
À Alger, elle retrouve Pierre toujours membre de la mission Chomel qui semble définitivement stoppée dans sa route vers le Niger. Ils s'installent à Vieux-Kouba et Pierre cherche un moyen de rejoindre Londres et les FFL. Au hasard de ses recherches, il retrouve un ami Adalbert de Segonzac qui cherche lui aussi une filière.
En novembre 1941, naît Alain, leur deuxième fils. Deux semaines plus tard, Pierre et Adalbert quittent discrètement Alger pour gagner Casablanca en franchissant la frontière clandestinement. Le destroyer polonais censé embarquer un groupe de candidats à l'évasion n'est pas au rendez-vous et c'est sur une barque de pêcheurs espagnols que les deux amis rejoignent Gibraltar d’où ils embarquent pour l'Angleterre.
Pour Renée et ses deux bébés, seules les voies « légales » sont envisageables. Nantie, grâce aux talents de faussaire du major belge van der Stichelen-Rogier, d'une famille imaginaire au Congo Belge, elle joue le rôle d'une femme abandonnée par son mari et dont la seule ressource est de rejoindre cette famille. Elle se démène pour obtenir les multiples visas pour quitter l'Algérie, entrer au Maroc et en sortir, entrer en Espagne et en sortir et enfin pour entrer au Portugal et en sortir avec l'intention d'y embarquer pour l’Angleterre plutôt que vers l'Afrique.
Après un nouvel hiver froid et humide dans une maison belle et moderne mais impossible à chauffer, elle doit la quitter et trouver refuge dans la cabane de jardin du major belge. Au bout d'un an de démarches infructueuses, la situation évolue d'un seul coup avec le débarquement anglo-américain en Algérie.

#### Journaliste
Ce débarquement la coupe de son principal revenu : un compte bancaire ouvert en France par ses parents. Par ailleurs, l'arrivée des anglo-saxons devait, dans son esprit, signifier l'arrivée rapide de Pierre. Or, les gaullistes sont exclus de l'opération car les Américains — et en particulier le président Roosevelt — ne veulent pas entendre parler de Charles de Gaulle, et montent une alliance avec le général Giraud dont les atermoiements ouvrent finalement un boulevard à l'amiral François Darlan, homme de Vichy, qui se retrouve principal bénéficiaire d'un débarquement qu'il a combattu.
Pendant que Renée le cherche à Alger, Pierre, engagé dans les FNFL se trouve en patrouille dans l'Arctique dans le sous-marin Junon.
Renée se fait embaucher par la revue Tunisie-Algérie-Maroc en excipant de ses relations nouées avec les Américains d'Alger pendant ses démarches, en particulier les vice-consuls (dont Robert Murphy) venus préparer discrètement le débarquement.
Elle obtient facilement des interviews des responsables américains et puise principalement ses informations à l'Hôtel Saint-Georges qui abrite le quartier général de Dwight D. Eisenhower et à l'Hôtel de Cornouailles, siège de la censure et de la « Psychological Warfare Section » pour laquelle elle travaille également.
Logée dans un petit hôtel, elle y échappe de peu à un viol par un G.I. ivre. Son récit volontiers répété pousse la PWS à lui procurer une grande chambre et une salle de bains dans un grand appartement que sa propriétaire a quitté pour fuir les bombardements quotidiens par la Luftwaffe.
Outre « le plus beau spectacle du monde » constitué chaque soir par le tir de toutes les pièces de DCA de la rade d'Alger et des bateaux ancrés contre les avions allemands, sa salle de bains dispose d'un accessoire rare à Alger à cette époque : un chauffe-bain qui fonctionne. Elle invente les « bathing parties » où les invités viennent avec un paquet de victuailles et boissons pour la soirée et leur nécessaire de toilette. Les invités s'éclipsent tout à tour dans la salle de bains et les discussions entre « initiés » lui enseignent quantité de choses « des séries de base-ball au caractéristiques du char Sherman (top secret) ».
Elle finit par bien gagner sa vie mais tout comme elle s'indignait que ce ne soit pas Pierre qui soit venu lui annoncer le débarquement, Pierre s'indigne qu'elle ne soit pas à Londres huit jours après. Renée, confrontée à des fonctionnaires « qui ressemblent curieusement à ceux d'avant le débarquement », ne parvient pas à obtenir les autorisations. Elle est à l'Hôtel de Cornouailles le 24 décembre 1942 en fin d'après midi quand arrive la nouvelle de l'assassinat de Darlan. Les journalistes sont confinés au Cornouailles sans pouvoir informer leurs journaux. Pour le réveillon du nouvel an, le Cornouailles sert de refuge aux résistants ayant favorisé le débarquement et désormais suspects de vouloir attenter à la vie du général Giraud.
Elle réussit à se procurer un visa pour l'Angleterre en tant qu'épouse d'un officier d'une marine alliée et embarque sur le Samara en se passant de l'avis des services français d'émigration.

### Londres
Elle arrive sans encombre en Angleterre malgré l'envoi d'un télégramme à Pierre : « Embarque ce jour pour Londres. Compte arriver huitaine » grâce auquel, selon Pierre, « ses chances d'être fusillée à l'arrivée étaient toujours restées inférieure à celles d'être torpillée en route ».
La famille Gosset s'installe dans un cottage de Kingston Hill qui héberge également un nombre indéfini et variable d'officiers des FNFL. Renée écrit une série d'articles sur le débarquement d'Alger et ses suites pour le Sunday Express et commence la rédaction de son premier livre sur le même sujet Le coup d'Alger. Le recrutement des FNFL est grandement amélioré en raison du lien rétabli entre Afrique du Nord et Angleterre et de la disparition de la marine de Vichy, et chaque weekend de nouveaux visiteurs viennent compléter ses informations.
Pierre, détaché des FNFL par le général de Gaulle à l' « Agence française indépendante » (AFI), se fait désigner correspondant de guerre à la VIIIe armée de l'Air américaine et revêt l'uniforme US. Après la chute d'une bombe sur la maison, ils décident d'éloigner les enfants et choisissent Saint-Yves au bout des Cornouailles.
Début 1944, Renée rejoint à son tour l'« Agence française indépendante » sous la direction de Pierre Bourdan. Elle recueille et diffuse des textes écrits par « des signatures repolissant un peu le lustre de la France » : Georges Bernanos, Julien Green, Denis de Rougemont, Darius Milhaud, Jules Romains entre autres, et pille sans scrupules dans la presse allemande publiée à Paris les pages mode, théâtre et évènements parisiens.

### Débarquement
La création d'une zone interdite au sud de l'Angleterre pour les préparatifs du débarquement isole Saint-Yves et il faut trouver un autre asile pour les enfants. Kingston Hill recevant toujours les visites de la Luftwaffe, ils trouvent une maison tranquille dans l'Essex où ils s'installent huit jours avant le début de l'offensive des V1 dont tous ceux envoyés de Hollande survolent la localité avant de s’écraser sur Londres.
Les trois correspondants de guerre français débarquent séparément. Pierre Rabache d'abord puis Pierre Gosset deux jours plus tard et Pierre Bourdan deux semaines plus tard avec la Division Leclerc. Ils se retrouvent quand même en Normandie et entreprennent une visite du front qui se termine aux mains des Allemands. Le 6 aout 1944, ils s'enfuient du train de Langeais. Peu après leur retour dans les lignes alliées, Rabache et Gosset en costumes civils enfourchent des bicyclettes prêtées par des résistants et, chargés de légumes, franchissent à nouveau les lignes pour gagner Paris comme après un ravitaillement à la campagne. Rabache va suivre les opérations à l'Hôtel de ville et Gosset à la Préfecture de police. Leurs reportages, transmis à Londres par des postes clandestins, renferment tellement d'informations intéressantes que les services britanniques les gardent pour eux et que l'AFI ne tirera pas une ligne d'article de la présence de deux correspondants au cœur des évènements.

### Paris
Une fois Paris libéré, Renée intègre une équipe de l'AFI qui rejoint les locaux de l'Agence Havas. Avant même la fin de la guerre, la bougeotte les reprend. Avec Rabache il est prévu qu'ils partent à New York pour l'Agence France-Presse. Au dernier moment, les choses changent et Pierre part seul en avion pour Buenos Aires laissant à Renée le soin de régler les « petits » problèmes administratifs. Elle embarque le 20 avril 1945 à Cardiff sur le cargo Drina au sein d'un convoi à destination de Buenos Aires (alors que leur déménagement est en route pour New York). Dix huit jours plus tard, le 8 mai 1945, le Drina fait escale à Montevideo à point pour y fêter la Capitulation de l'Allemagne nazie. Le lendemain, le Drina traverse le Río de la Plata et arrive en Argentine.

### Argentine
Les enfants sont confiés à un couple de russes blancs et le 25 mai 1945, Renée et Pierre entament un voyage dans toute l'Amérique latine pour que Pierre recense ce qui peut être sauvé du réseau de Havas pour l'intégrer dans l'AFP. Renée devant fournir à France Soir des articles sur tous les pays visités. Partis de Buenos Aires le 25 mai 1945, ils arrivent à Rio de Janeiro le 10 aout où Pierre installe Renée et sa machine à écrire dans un petit hôtel sur une île de la baie pour qu'elle rédige ses articles tranquillement. Elle y passe un mois avant de rejoindre sa famille à Buenos Aires. Ils louent une maison à San Isidro et reprennent, à l'instigation de Wladimir d'Ormesson alors ambassadeur en Argentine, le Courrier de la Plata, plus vieux journal argentin et le seul en français. Au bout de huit mois, à la suite de protestations diplomatiques provoquées par la publication dans France Soir des articles de Renée, ils sont lâchés par l'ambassade et le journal coule. Ils étaient déjà à la recherche de leur prochain projet : une ferme dans le campo argentin.
Ils s'installent dans une chacra mise à leur disposition par un homme d'affaires argentin, Marc Najar. Bien que située à 75 km de Buenos Aires, l'adresse est Kilomètre 117. Probablement, selon Renée, parce que la partie non revêtue comptait double.
Ils passent six mois dans la chacra entre poules pondeuses, cochons et vaches avec des aller-retours à Buenos Aires en Citroën Traction Avant. Probablement à la suite de ces trajets sur une route défoncée, Renée accouche de sa fille Marianne à sept mois de grossesse. Alla, qui avait gardé les enfants pendant le périple en Amérique latine, a suivi les Gosset à la chacra avec son mari Dima. Infirmière de métier, elle a une grosse expérience des prématurés et, aidée par la grosse chaleur d'un mois de novembre argentin qui tient lieu de couveuse, elle sauve le prématuré. À peine deux mois après, la famille reprend ses pérégrinations et début 1947 quitte l'Argentine pour rentrer en France sur le Formose.

### Retour en France
Les trois enfants confiés aux parent de Renée à Bruxelles, le couple part à Paris pour reprendre contact avec le milieu journalistique et trouver un journal prêt à les envoyer en grands reportage mais, comme le leur explique Pierre Lazareff, le grand reportage est passé de mode et ses lecteurs s'intéressent à des sujets bien plus proches d'eux. Après une courte période parisienne consacrée par Pierre à l'envoi de son livre Maximum 80 aux critiques littéraires, ils récupèrent leurs enfants et partent s'installer à Sainte-Maxime avec une amie brésilienne chargée de veiller sur les enfants.
Au début, ils recyclent leur notes sur l'Amérique du Sud dans de nouveaux articles puis un producteur de cinéma les contacte car Jean Gabin, emballé par Maximum 80 veut jouer dans un film tiré du livre. Pendant l'adaptation du livre en scénario, il faut aussi se préoccuper de trouver un sous-marin pour tourner les scènes maritimes. Pierre et Jean Gabin, tous deux anciens de la marine, arrivent à obtenir le prêt d'un sous-marin de 500 tonnes de la classe Junon. Le réalisateur pressenti, Alexander Esway, hanté par l'idée de mourir noyé, prend quotidiennement des cours de natation à la plage avec les trois enfants. Il meurt cependant dans la piscine de son hôtel, victime selon le médecin, du déplacement d'un des nombreux éclats de Shrapnel reçus pendant les deux guerres. Aucun autre réalisateur n'étant disponible pour reprendre le film, il est abandonné. Leur activité de reporters au point mort, ils décident d'écrire un roman. Ce sera Les rebelles qui fait un flop complet.
Ils font quelques reportages (Trieste, la Yougoslavie) qui couvrent à peine les frais. Ils acceptent la proposition de L'Intransigeant de publier des extraits de leur livre sur la Seconde Guerre en cours d'écriture. Parution qui commence avant même que les conditions financières ne soient définies. Lassée d'essayer de traiter le problème par téléphone (4 km à pieds pour rejoindre la Poste, attente de la ligne et de nouveau 4 km à pieds pour, en général, ne pas parvenir à obtenir un interlocuteur), Renée se rend à Paris où elle apprend que le journal a coulé. Elle reçoit quand même plusieurs propositions de reprise de la parution par La Bataille, Le Parisien libéré et Réalités, pour la direction d'un hebdomadaire en cours de création par Alfred Max et la rédaction d'articles pour la revue Constellation d'André Labarthe. Ombre au tableau, Sainte-Maxime est trop loin des rédactions parisiennes pour ces activités et ils doivent se réinstaller en région parisienne à Avilly-Saint-Léonard. Ils écrivent beaucoup et renflouent leurs finances mais aucun des projets n'arrive à l'étape de la publication. 
Pour une fois séparés, Renée suit le procès de Viktor Kravchenko pendant que Pierre parcours l'Afrique-Occidentale française. Pierre rentre d'Afrique le jour même du décès du père de Renée et sur la route du retour de Bruxelles après l'enterrement, il déclare une crise de dengue.
En 1949, Renée reçoit le prix Claude Blanchard pour son livre Mes hommes et moi pas encore paru mais dont des extraits sont publiés dans Elle. Ils multiplient les voyages et les reportages. Les rédactions leur commandant des reportages deviennent plus nombreuses et n'ayant plus à courir les rédactions pour obtenir des reportages, ils quittent la région parisienne pour Saint-Tropez en 1950 qu'ils quitteront pour Rambouillet avant de repartir pour Tanger.

### Marsya
Avant même de quitter Rambouillet, ils envisagent d'habiter sur un bateau et se mettent à la recherche du bâtiment idéal : « En acier pour éviter les problèmes de tarets et assez petit pour ne pas avoir besoin d'équipage ». Entre le budget limité et l'envie d'un confort suffisant, ce sera finalement le Motor Launch ML 524, une vedette rapide de la Royal Navy en acajou dont les 34 mètres imposent la présence d'un équipage et baptisée Marsya. De lourds travaux (financés par le vendeur) doivent être entrepris pour remplacer le poutrage pourri sous le pont et l'étrave.
La Marsya dans un chantier de l'Île de Wight, ils reprennent leurs reportages au loin, poursuivis d'étapes en étapes par de nouvelles complications sur le chantier qui se conjuguent aux aléas météorologiques pour retarder le travail. Le bateau enfin livré à Poole et l'Amirauté britannique ayant enfin autorisé la vente d'un « bateau de guerre » à un étranger, Pierre peut envisager la traversée Poole-Tanger. Pour constituer un équipage, outre l'ancien propriétaire, il recrute un ancien commandant de sous-marin et ancien propriétaire d'un fairmile identique à la Marsya. Après une escale à Camaret pour embarquer les deux matelots et une à Brest pour prendre les prévisions météo, la Marsya arrive sans encombre à Alger malgré un Golfe de Gascogne déchaîné.
Dès l'arrivée, le capitaine provisoire accoste au milieu d'autres fairmiles du même type, tous utilisés pour la contrebande de tabac et commandés par d'autres anciens de la Navy dont il connaît la plupart. La Marsya est déplacée dans « l'endroit du port le plus laid, le moins accessible, le plus minuscule, le moins profond et si mal commode qu'on ne peut même pas aller à quai » : le port privé du Yacht-Club International où une place au milieu des bateaux « respectables » est retenue. Le pavillon britannique de la Marsya ne pouvant plus être utilisé dès le départ de l'ancien propriétaire, commence un marathon administratif pour en obtenir un, le Jolly Roger trouvé dans un tiroir par les enfants ne pouvant, à leur grand regret, être utilisé. La douane de Tanger voulant absolument taxer la Marsya à 13.5% de son estimation (à tort puisque le bateau est arrivé par ses propres moyens), ils décident de tenter leur chance dans d'autres ports marocains.
Munis d'une autorisation temporaire de naviguer délivrée par le consulat de France, ils partent pour Casablanca où, après une éprouvante course à la paperasse dont l'apothéose est la rédaction d'un quatrième certificat de jauge après ceux de l'Amirauté britannique, du Canal de Suez et du Canal de Panama par l'assistant de l'arpenteur responsable, qui convertit en mètres les unités impériales du certificat de l'Amirauté que le matelot des Gosset reporte sur le formulaire marocain, ils finissent par obtenir le pavillon marocain.
Suit une navigation de six mois passant par Gibraltar, Algésiras, Melilla, Îles Zaffarines, Nemours, Béni Saf, Arzew, Cherchell, Alger, Dellys, Djidjelli, Bône, La Galite, Cagliari, Bonifacio, Calvi et une quantité d'anses désertes. Les « moments de grâce » contrebalancent difficilement les ennuis et difficultés en tous genre (météo, mécaniques et un matelot alcoolique), la Marsya se retrouve en vente à Cannes accostée entre les yachts de milliardaires. La famille Gosset retourne s'installer à Tanger.
La suite est moins connue. Le couple continue ses voyages (URSS, Japon, États-Unis, Asie, Afrique, Cuba) et ses reportages et à en tirer des livres. Ils écrivent aussi une biographie en trois tomes d'Adolf Hitler.
Pierre meurt le 18 mai 1982 à Fort Lauderdale en Floride, et Renée le 2 mai 1998 à Saint-Germain-en-Laye.

## Publications
Le partage des livres entre Renée seule et le couple est fait selon les sources ou les images de couvertures disponibles,.

### Renée Pierre-Gosset
- 1944    Le coup d'Alger, La revue moderne Montréal
- 1945    Expédients provisoires, le coup d'Alger. 2e édition revue, Fasquelle
- 1945    Algiers 1941-1943. Joathan Cape éd. Londres
- 1946    Conspiracy in Algiers. The Nation (N.Y.)
- 1946    Dans la barbe de l'oncle Sam, Défense de la France
- 1949    Capitales latines américaines, Fasquelle
- 1949    Mes hommes et moi, Julliard, (J'ai lu en 1965)
- 1950    Cochon de métier, Julliard
- 1954    Mes cousins du monde, Julliard
- 1954    Mes quatre coins du monde, Julliard
- 1955    Mes hommes dans un bateau, Julliard (J'ai lu en 1965)
- 1957    Retour du bout du monde, Julliard
- 1960    Milliardaires et tovaritchs, Julliard
- 1962    Burokratts et samouraïs, Julliard
- 1965    Chers Amerloques ! Illustrations de Charmoz, Julliard
- 1968    Du blizzard sur les magnolias. Illustrations de Jacques Charmoz, Julliard

### Pierre et Renée Gosset
- 1948    Les rebelles, Fasquelle
- 1948    Les secrets de la paix manquée. I. L'Allemagne aurait pu gagner la guerre, Réalités
- 1948    Les Secrets de la paix manquée. II. Pourquoi le sang a coulé sur nos plages, Réalités
- 1949    À Penhoët où l'on achève la refonte de Liberté
- 1949    Le déclin de Roosevelt, Réalités
- 1949    Le procès Kravchenko, Réalités
- 1950    La deuxième guerre, les secrets de la paix manquée. Pierre Horay (voir PDD)
- 1956    L'Amérique aux Américains, tome 1 : Du Mississipi au Pacifique, Julliard
- 1959    L'Amérique aux Américains, tome 2 : De la Californie à la Nouvelle Angleterre, Julliard
- 1956    Terrifiante Asie, tome 1 : D'Istanbul à la Mer du Japon, Julliard
- 1960    Terrifiante Asie, tome 2 : Chine rouge an VII, Julliard
- 1960    L'Afrique, les Africains, tome 1 : France-Afrique, le mythe qui prend corps, Julliard
- 19##    L'Afrique, les Africains, tome 2 : Des « black gentlemen » de Monrovia aux « ultra blancs » de Potchefstroom, Julliard
- 19##    L'Afrique, les Africains, tome 3 : Des rivages des Syrtes à Fort-Dauphin, Julliard
- 1961    Adolf Hitler. Tome 1 : Des origines à la prise du pouvoir, Julliard
- 1961    Adolf Hitler. Tome 2 : De la prise du pouvoir à Munich, Julliard
- 1962    Adolf Hitler. Tome 3 : De l'apogée au crépuscule des dieux, Julliard
- 1963    Les Russiatiques, l'empire de Tamerlan à l'heure du Kremlin, Julliard
- 1965    L'Adieu aux Barbus, Julliard
- 1967    Les merveilles des Amériques, Réalités
- 1967    L'Homme qui crut tuer Kennedy, Presses de la Cité (Presses pocket 1969)
- 1970    Les époques déchaînées de l'histoire, Robert Lafont
- 1972    Richard Nixon le mal aimé, Julliard